# Megargel (Teksas)
Megargel je gradić u američkoj saveznoj državi Teksas. Prema popisu stanovništva iz 2010. u njemu je živjelo 203 stanovnika.